# ناحیه کیتاگوندا
ناحیه کیتاگوندا (به لاتین: Kitagwenda District) یک منطقهٔ مسکونی در اوگاندا است که در اوگاندا واقع شده‌است. ناحیه کیتاگوندا ۱۶۵٬۳۵۴ نفر جمعیت دارد.